# (6099) Saarland
(6099) Saarland ist ein Asteroid des inneren Hauptgürtels, der vom deutschen Astronomen Freimut Börngen am 30. Oktober 1991 an der Thüringer Landessternwarte Tautenburg (IAU-Code 033) entdeckt wurde. Unbestätigte Sichtungen des Asteroiden hatte es vorher schon mehrere gegeben: am 21. September 1935 unter der vorläufigen Bezeichnung 1935 SO an der Landessternwarte Heidelberg-Königstuhl, am 13. Oktober 1963 (1963 TO) am Goethe-Link-Observatorium in Indiana sowie am 20. und 21. November 1984 (1984 WU4) am französischen Observatoire de Calern.
Mittlere Sonnenentfernung (große Halbachse), Exzentrizität und Neigung der Bahnebene des Asteroiden liegen innerhalb der jeweiligen Grenzwerte, die für die Nysa-Gruppe definiert sind, einer nach (44) Nysa benannten Gruppe von Asteroiden (auch Hertha-Familie genannt, nach (135) Hertha).
Der mittlere Durchmesser des Asteroiden wurde mithilfe des Wide-Field Infrared Survey Explorers (WISE) mit 6,283 (±0,145) km berechnet, die Albedo mit 0,085 (±0,011).
Die Bahn von (6099) Saarland wurde 1994 gesichert, so dass eine Nummerierung vergeben werden konnte. Am 12. Juli 1995 wurde der Asteroid auf Vorschlag von Freimut Börngen nach dem Bundesland Saarland benannt.